# Jintotolo-kanaal
Het Jintotolo-kanaal is een zeestraat in de centraal gelegen Filipijnse eilandengroep Visayas. Deze straat scheidt het eiland Panay van Masbate. De straat is op het smalste stuk zo'n 35 kilometer breed en vormt een verbinding tussen de Sibuyanzee in het oosten en de Visayanzee in het westen. In het kanaal ligt het eiland Jintotolo.